# Khadra Hussein Mohammad
Pour les articles homonymes, voir Mohammad.
Khadra Hussein Mohammad est une avocate somalienne. Elle est la première femme à occuper la fonction de première procureure national adjoint du Somaliland en 2010.

## Biographie

### Enfance et formation
La formation juridique de Khadra Hussein Mohammad est soutenue par le Programme des Nations unies pour le développement (PNUD). Elle étudie à la faculté de droit de l'université de Hargeisa, créée par le PNUD. Elle rejoint ensuite l'Association des avocats du Somaliland, ce qui lui permet d'avoir accès à une formation juridique supplémentaire du PNUD. Elle fait l'éloge de l'organisation, affirmant qu'il s'agit de l'un des principaux éléments qui ont conduit à sa réussite en tant qu'avocate,.

### Carrière
Après avoir suivi cette formation, elle travaille pendant un an comme auxiliaire juridique au bureau du procureur national. Elle est nommée procureure nationale adjointe en 2010, devenant ainsi la première femme à occuper ce poste. Elle déclare que l'augmentation du nombre de femmes avocates grâce au travail du PNUD permet aux femmes victimes d'être plus disposées à s'engager avec elles. Khadra Hussein Mohammad s'occupe, entre autres, de résoudre les problèmes liés au vol, aux violences de gang et au terrorisme,.